# Sobremuestreo
En procesamiento de señal, el sobremuestreo es el proceso de muestreo de una señal a una frecuencia  significativamente más alta que la frecuencia de Nyquist. Teóricamente, una señal de ancho de banda limitado puede reconstruirse perfectamente si se muestrea a la frecuencia de Nyquist o por encima de ella. La frecuencia de Nyquist se define como el doble del ancho de banda de la señal. El sobremuestreo es capaz de mejorar la resolución y la relación señal/ruido, y puede ser útil para evitar el aliasing (alias o solapamiento) y la distorsión de fase al reducir los requisitos de rendimiento del filtro anti-aliasing.
Se dice que una señal está sobremuestreada por un factor de N si se muestrea a N veces la frecuencia de Nyquist.

## Motivación
Hay tres razones principales para realizar el sobremuestreo:

### Anti-aliasing
El sobremuestreo puede facilitar la realización de filtros antialiasing analógicos. Sin sobremuestreo, es muy difícil implementar filtros con el corte preciso necesario para maximizar el uso del ancho de banda disponible sin exceder la frecuencia de Nyquist. Al aumentar el ancho de banda del sistema de muestreo, las restricciones de diseño para el filtro antialiasing pueden reducirse. Una vez muestreada, la señal puede filtrarse digitalmente y submuestrarse a la frecuencia deseada. En la tecnología moderna de circuitos integrados, el filtro digital asociado con esta disminución de muestreo es más fácil de implementar que un filtro analógico comparable requerido por un sistema sin sobremuestreo.

### Resolución
En la práctica, el sobremuestreo se implementa para reducir los costos y mejorar el rendimiento de un convertidor analógico a digital (ADC) o un convertidor digital a analógico (DAC). Cuando se sobremuestrea por un factor de N, el rango dinámico también aumenta un factor de N porque hay N valores posibles para la suma. Sin embargo, la relación señal-ruido (SNR) aumenta en {\displaystyle {\sqrt {N}}} porque sumar el ruido no correlacionado aumenta su amplitud también en ese factor, mientras que sumar una señal coherente incrementa su promedio en N. Como resultado, la SNR se incrementa en {\displaystyle {\sqrt {N}}}.

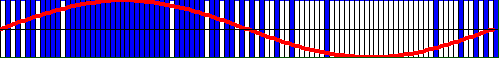
La señal de audio de entrada a 1,76 kHz (línea roja) se digitaliza a un flujo de datos de 1 bit mediante modulación de densidad de pulso (recuadro, azul = 1, blanco = 0) utilizando la frecuencia de muestreo objetivo 176,4 kHz, correspondiente a la frecuencia de muestreo fuente de 44,1 kHz con sobremuestreo de 4x.

Por ejemplo, para implementar un convertidor de 24 bits, es suficiente usar un convertidor de 20 bits que pueda funcionar a 256 veces la frecuencia de muestreo final. La combinación de 256 muestras consecutivas de 20 bits puede aumentar la SNR en un factor de 16, agregando efectivamente 4 bits a la resolución y produciendo una sola muestra con una resolución de 24 bits.
El número de muestras requerido {\displaystyle {\mbox{M}}} para conseguir {\displaystyle n} bits adicionales de precisión de datos es:
{\displaystyle {\mbox{M}}=(2^{n})^{2}=2^{2n}.}
Para obtener la muestra media {\displaystyle {\mbox{P}}} ampliada a un entero con {\displaystyle n} bits adicionales, la suma de {\displaystyle 2^{2n}} muestras {\displaystyle {\text{d}}_{i}} es dividida por {\displaystyle 2^{n}}:
{\displaystyle {\mbox{P}}={\frac {\sum \limits _{i=0}^{2^{2n}-1}2^{n}{\text{d}}_{i}}{2^{2n}}}={\frac {\sum \limits _{i=0}^{2^{2n}-1}{\text{d}}_{i}}{2^{n}}}}
Este promedio solo es efectivo si la señal contiene suficiente ruido no correlacionado para ser grabado por el ADC. Si no, en el caso de una señal de entrada estacionaria, todas las {\displaystyle 2^{n}} muestras tendrían el mismo valor y la media resultante sería idéntica a este valor; así que, en este caso, el sobremuestreo no habría hecho ninguna mejora. En casos similares donde el ADC no graba ruido y la señal de entrada está cambiando con el tiempo, el sobremuestreo mejora el resultado, pero en una medida inconsistente e impredecible
Agregar algo de ruido de interpolación (en inglés dither) a la señal de entrada puede mejorar el resultado final porque dicho ruido permite que el sobremuestreo funcione para mejorar la resolución. En muchas aplicaciones prácticas, un pequeño aumento en el ruido bien vale un aumento sustancial en la resolución de medición. En la práctica, el ruido de interpolación a menudo se puede colocar fuera del rango de frecuencia de interés para la medición, de modo que este ruido se pueda filtrar posteriormente en el dominio digital, lo que resulta en una medición final, en el rango de frecuencia de interés, con resolución más alta y menor ruido.

### Ruido
Si se toman múltiples muestras de la misma cantidad con ruido no correlacionado añadido a cada muestra, entonces, promediar N muestras reduce la potencia de ruido en un factor de N. Si, por ejemplo, tomamos muestras en exceso en un factor de 4, la relación señal/ruido en los términos de potencia mejora en un factor de 4 que corresponde a un factor de mejora de 2 en términos de voltaje.
Ciertos tipos de ADC, conocidos como convertidores sigma-delta producen más ruido de cuantificación a frecuencias más altas. Al operar estos convertidores a un múltiplo de la frecuencia de muestreo nominal, y al filtrar en paso bajo la señal sobremuestreada, se puede obtener un resultado final con menos ruido (en toda la banda del convertidor). Esto se debe a que estos dispositivos utilizan una técnica llamada modelado de ruido para desplazar el ruido de cuantificación a las frecuencias más altas.

## Ejemplo
Considérese una señal con un ancho de banda o frecuencia más alta de B = 100 Hz. El teorema de muestreo declara que la frecuencia de muestreo tendría que ser más grande que 200 Hz. El muestreo a cuatro veces esta frecuencia, requiere una frecuencia de muestreo de 800 Hz. Esto le da al filtro de anti-aliasing una banda de transición de 300 Hz (es decir, la mitad de la frecuencia de muestreo menos el valor de B) en lugar de 0 Hz si la frecuencia de muestreo fuera de 200 Hz. Lograr un filtro anti-aliasing con una banda de transición de 0 Hz no es realista, mientras que un filtro anti-aliasing con una banda de transición de 300 Hz no es difícil.

## Reconstrucción
El término "sobremuestreo" también se utiliza para denotar un proceso utilizado en la fase de reconstrucción de la conversión digital a analógica, en la que se utiliza una alta frecuencia de muestreo intermedia entre la entrada digital y la salida analógica. Aquí, la interpolación digital se usa para agregar muestras adicionales entre muestras grabadas, convirtiendo así los datos a una frecuencia de muestreo más alta, una forma de "muestreo ascendente". Cuando las muestras resultantes de mayor velocidad se convierten en analógicas, se requiere un filtro de reconstrucción analógica menos complejo y menos costoso. Esencialmente, esta es una forma de cambiar parte de la complejidad de la reconstrucción del dominio analógico al digital. El sobremuestreo en el ADC puede lograr algunos de los mismos beneficios que usar una frecuencia de muestreo más alta en el DAC.